# مسجد جامع و حسینیه آرادان

مسجد جامع و حسینیه آرادان مربوط به دوره قاجار است و در آرادان، مجاور امامزاده شاه نظر واقع شده و این اثر در تاریخ ۲۵ اسفند ۱۳۸۰ با شمارهٔ ثبت ۵۶۴۸ به‌عنوان یکی از آثار ملی ایران به ثبت رسیده است.

## وضعیت تکیه آرادان
تکیه آرادان، در کنار خیابان اصلی در نزدیکی بقعه امام زاده سلطان شاه نظر واقع شده‌است. این تکیه در دوره قاجاریه و برای نمایش تعزیه ساخته شده بود و دارای ارزش تاریخی است. بنا دارای دو در ورودی است که دراصلی و بزرگ آن از سمت خیابان و ورودی دیگر آن از سمت کوچه باز می‌شود. تکیه ازحجره‌ها و طاق‌نماها و اتاق‌هایی تشکیل یافته و دارای یک صحن روباز و بزرگ که بلندگاهی به اندازه ۴*۴ متر که محل نمایش تعزیه است می‌باشد، این تکیه دارای دو ایوان غربی و شرقی است که ایوان غربی آن در واقع راه دسترسی به تکیه است.
لازم به ذکر است که این تخت تعزیه این تکیه که شبیه با تحت تعزیه قودجان اصفهان بوده، در دوره رضا شاه، توسط خان منطقه تخریب شد اما در دهه 40 مجدد ساخته شد.
تا قبل از سال 1386 شمسی، این تکیه مسقف نبوده و سقف آن با پارچه پوشانده میشد اما بعد از سرما و زمان آن سال با کمک مردم و بانی گری تعزیه خوانی همچون سیدمهدی دریایی، سقف این تکیه مسقف شد.

## نقل قولی از چادر سفید تکیه آرادان قبل از مسقف شدن
در روز نهم ماه محرم، محله جلیل آباد آرادان، میزبان عزاداران حسینی بود. در راه بازگشت به آرادان، زواری که از شهر تهران بودند و دختر معلولی داشتند به رئیس هیئت امنای وقت، یعنی حیدرخان حیدری، برخورد می‌کنند. حیدرخان، یک ظرف نذری به آن‌ها می‌دهد و مرد خیاط، داستان دخترش را برای ایشان بازگو می‌کند. در نهایت آن‌ها راهی شهر مشهد برای شفا دخترشان می‌شوند که نرسیده به نیشابور، این دختر شفا پیدا می‌کند. مرد خیاط، با مشاهده وضعیت دخترش، شبانه به آرادان باز می‌گردد و سراغ خانه حیدرخان را می‌گیرد. حیدرخان و پدرش که وضعیت دختر را دیده بود با مشاهده وضعیت دختر،سجده شکر به جای می‌آوردند و مرد قول می‌دهد که با هزینه خودش، تمام سقف هیئت را با چادر سفید رنگ بپوشاند. این چادر تا تابستان سال 1386 بخشی بزرگ از هیئت را می‌پوشاند اما به علت فرسودگی چادر و همچنین سرمای شدید، تصمیم به این گرفته شد که تکیه مسقف شود. از این روی در بین اهالی شهر این تکیه به دارالشفا نیز مشهور است.

## روز شما تعزیه محرم تکیه آرادان
- روز دوم؛ تعزیه حضرت علی(ع)
- روز سوم؛ تعزیه حضرت زهرا(س)
- روز چهارم؛ تعزیه حضرت مسلم(ع)
- روز پنجم؛ تعزیه طفلان مسلم(ع)
- روز ششم؛ تعزیه حضرت حُر(ع)
- روز هفتم؛ تعزیه حضرت قاسم(ع)
- روز هشتم؛ تعزیه حضرت علی ‌اکبر(ع)
- روز نهم؛ تعزیه حضرت عباس(ع)
- روز دهم؛ تعزیه امام حسین(ع)
- شب یازدهم محرم؛ تعزیه حضرت رقیه(س)

## مراسم نخل گردانی در آرادان
یکی از زیباترین مراسماتی که آرادان برگزار می‌شد، نخل گردانی بود. این نخل توسط جوانان آرادان حمل می‌شود و مرحوم ابراهیم رنجبر که ساکن در محله پشت قلعه آرادان بود، زیر آن نوحه می‌خواند. در حال حاضر این نخل وجود ندارد و این مراسم نیز برگزار نمی‌شود. موعد برگزاری این مراسم نیز 10 محرم بود.

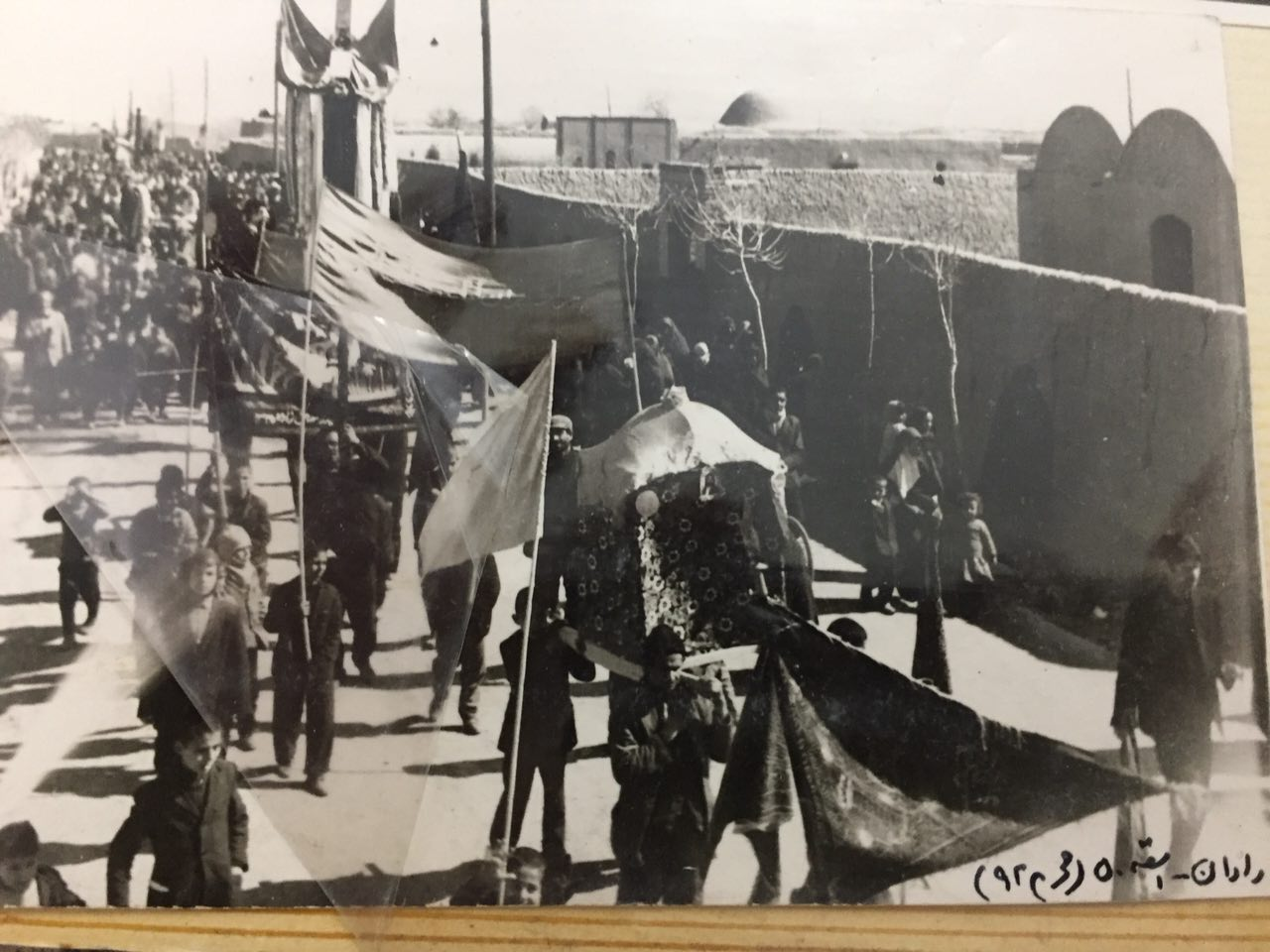
نمایی از عزاداری محرم در آرادان، 1350 شمسی

## تصاویری از تعزیه در تکیه

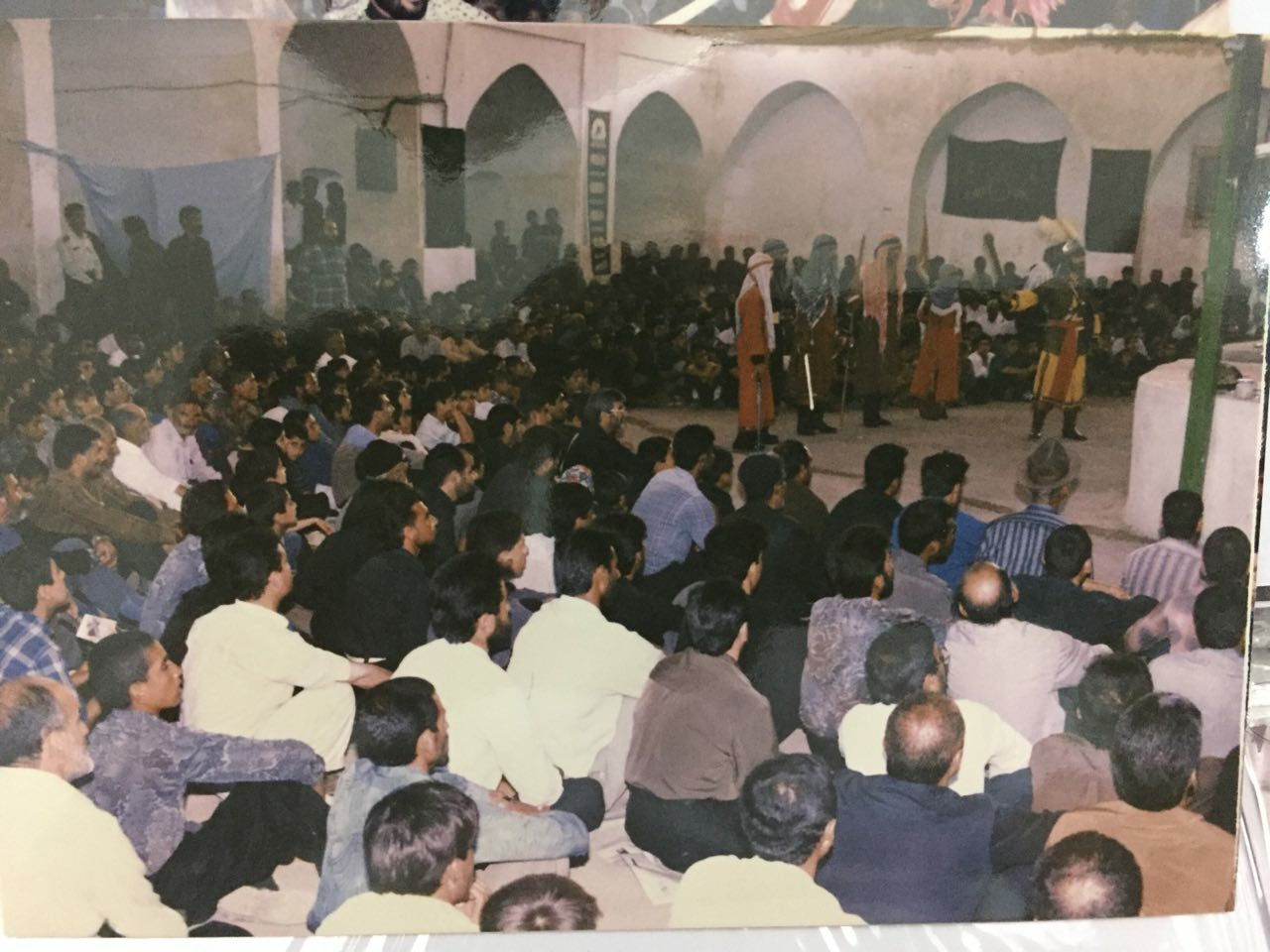
تعزیه حضرت حر(ع)

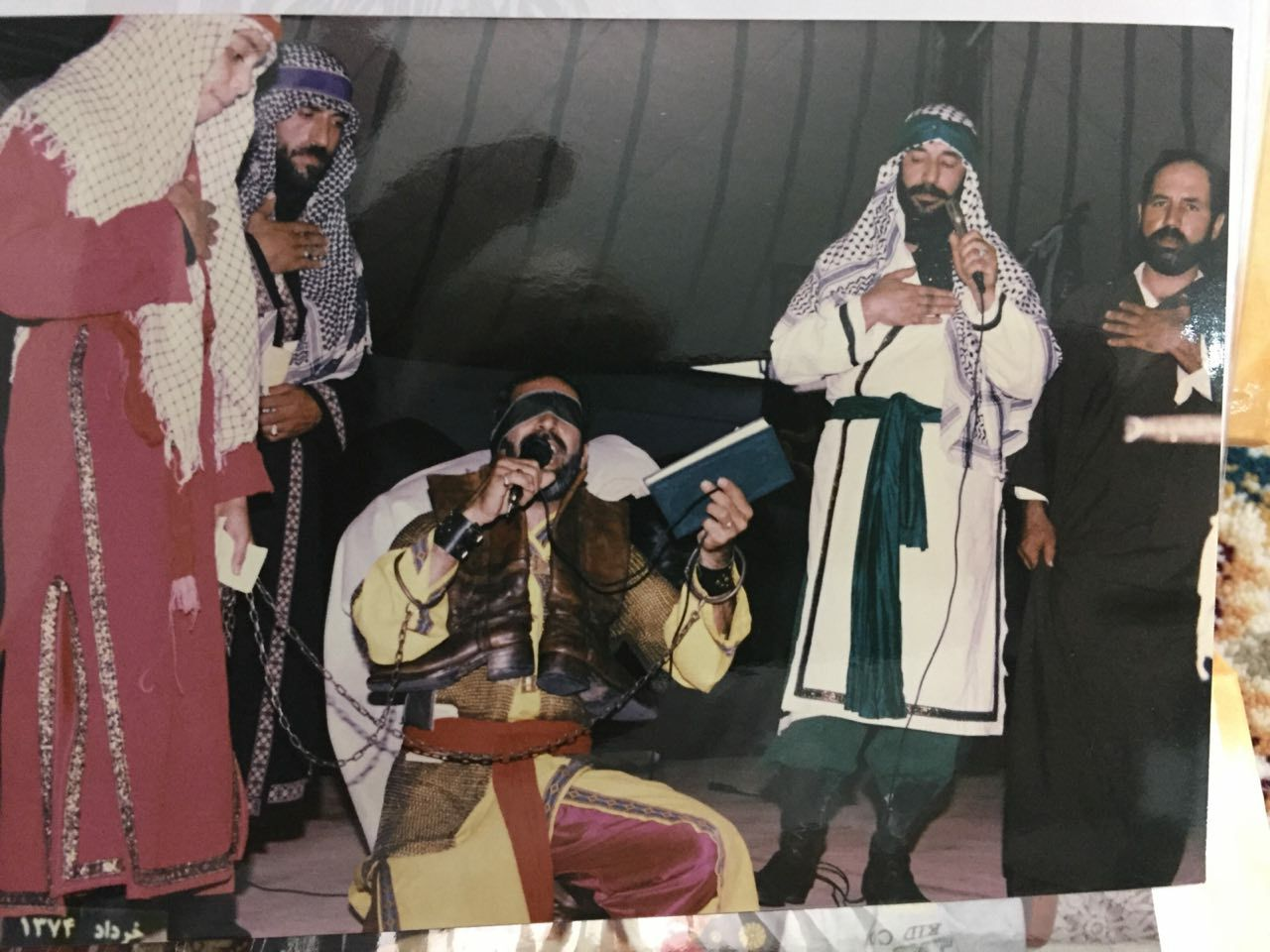
تعزیه حر(قسمت توبه)

## تصویری قدیمی از عزاداری روز عاشورا در تیکه

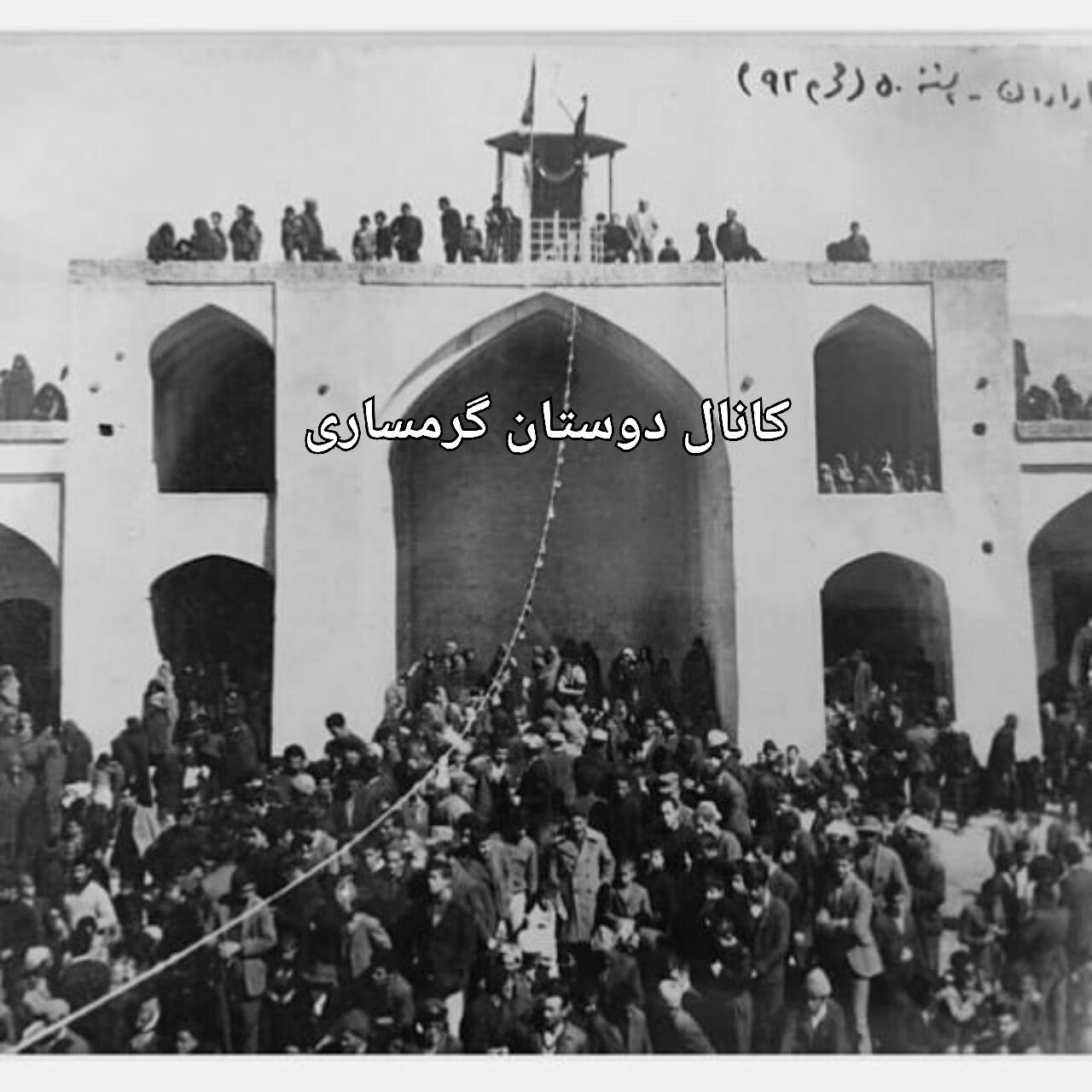
تصویری از عاشورا در تیکه ابوالفضل(ع)

## تصویری قدیمی از برخی از تعزیه خوان‌های گذشته

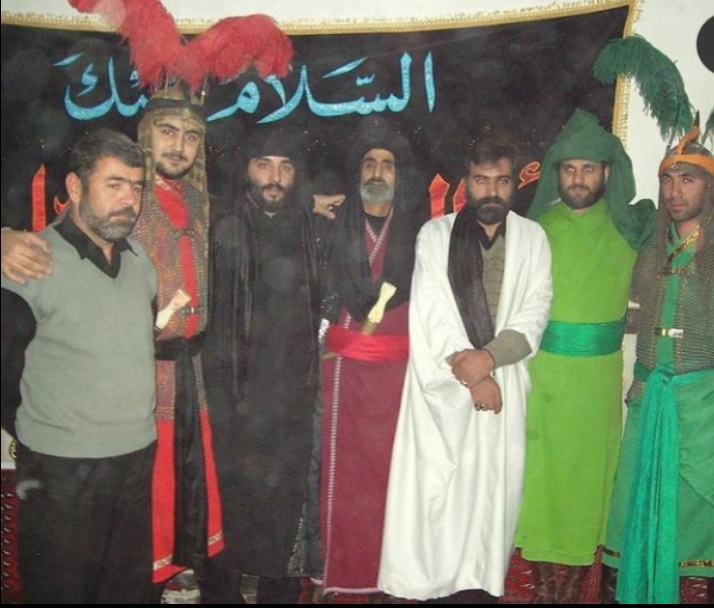
تعزیه خوان‌های تکیه آرادان